# Membracis flava
Membracis flava är en insektsart som beskrevs av Richter. Membracis flava ingår i släktet Membracis och familjen hornstritar. Inga underarter finns listade i Catalogue of Life.